# Walter Petzel (Offizier)
Walter Hugo Petzel (* 28. Dezember 1883 in Oborzysk, Provinz Posen; † 1. Oktober 1965 in Hameln) war ein deutscher General der Artillerie der Wehrmacht im Zweiten Weltkrieg.

## Leben
Walter Petzel war ein Sohn vom Rittergutsbesitzer Hugo Georg Eduard Petzel (1850–1903) und trat als Fahnenjunker Mitte März 1902 in das 1. Posensche Feldartillerie-Regiment Nr. 20 der Preußischen Armee in Posen ein. Zum 18. August 1903 wurde er zum Leutnant befördert und diente als Offizier im Ersten Weltkrieg. Für sein Wirken während des Krieges erhielt Petzel beide Klassen des Eisernen Kreuzes, das Ritterkreuz des Königlichen Hausordens von Hohenzollern mit Schwertern sowie das Verwundetenabzeichen in Schwarz.
Nach Ende des Krieges wurde er 1919 in die Reichswehr übernommen, stieg im Februar 1930 zum Oberstleutnant auf und wurde drei Jahre später zum Oberst befördert.
Anfang November 1935 wurde er unter Beförderung zum Generalmajor in der Wehrmacht zum Artilleriekommandeur (Arko) 3 in Frankfurt an der Oder berufen und Mitte 1936 Kommandeur der 3. Division, ab Anfang 1938 im Dienstgrad eines Generalleutnants und blieb Kommandeur der Division bis Mitte Oktober 1938. Es folgte im November 1938 als Nachfolger von Curt Haase seine Ernennung zum Inspektor der Artillerie bei OKH und gab als solcher auch Schulungen, u. a. für den späteren General der Artillerie Siegfried Thomaschki. Inspektor der Artillerie blieb er bis Kriegsende.
Zu Beginn des Zweiten Weltkriegs war er ab September 1939 für einen Monat Kommandierender General das I. Armeekorps unter der 3. Armee und nahm mit diesem am Überfall auf Polen teil. Die ersten Angriffe seines Korps wurden von den polnischen Verteidigungsstellungen zurückgeworfen. Erst nach Artillerieunterstützung gelang es die Verteidiger zum Rückzug zu bewegen. Mit dem Korps erreichte er Warschau.

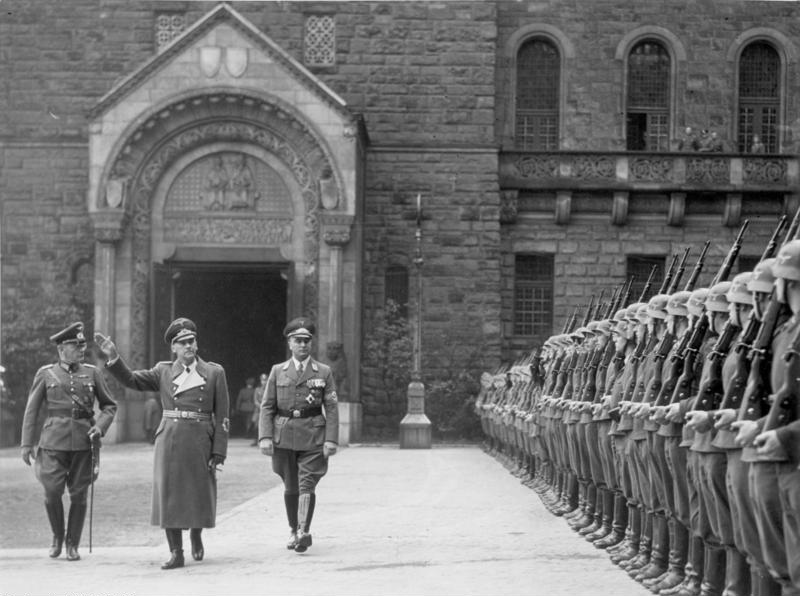
Amtseinführung des neuen Reichsstatthalter Arthur Greiser (rechts) mit Reichsinnenminister Wilhelm Frick (Mitte) und Walter Petzel (links), November 1939

Anschließend war er von Ende Oktober 1939 bis zur Eroberung Posens durch die russische Armee im Februar 1945 Kommandierender General des XXI. Armeekorps und Befehlshaber des Wehrkreises XXI mit Sitz in Polen. Im November 1939 gab Petzel in einem Lagebericht an:
Fast in allen größeren Orten fanden durch die erwähnten Organisationen [gemeint sind SS-Verbände] öffentliche Erschießungen statt. Die Auswahl war dabei völlig verschieden und oft unverständlich, die Ausführungen vielfach unwürdig. In manchen Kreisen sind sämtliche polnische Gutsbesitzer verhaftet und mit ihren Familien interniert worden.
Auch der Oberbefehlshaber Ost, Johannes Blaskowitz, wandte sich gegen die Praktiken. Beide konnte sich aber nicht zu einem echten Widerstand entscheiden, sodass es bei den halbherzigen Beschwerden blieb. Dahingegen waren im Februar 1940 seine Beschwerden über die ablehnende Haltung älterer Wehrmachtsoffiziere gegen die polnischen Deportationen wohl fruchtbar. In der Folge wurden keine Beschwerden mehr übermittelt. In der Position als Befehlshaber des Wehrkreises XXI erhielt er am 1. Oktober 1943 das Deutsche Kreuz in Silber und stand unmittelbar mit dem Reichsstatthalter Greiser oder einem Vertreter Harry Siegmund in Kontakt. Anfang 1945 setzte sich Petzel bei diesen für die Evakuierung der deutschen Bevölkerung aus dem Wartheland ein.
Bis Ende Januar 1945 war er zusätzlich Kommandant der Festung Posen. Petzel entkam ohne wieder ein Kommando zu übernehmen Richtung Westen. Anschließend ging er in Kriegsgefangenschaft und wurde interniert. 1947 wurde er aus der Gefangenschaft entlassen.
1942 veröffentlichte er das Buch Deutsche Wehr im Wartheland.
Nach dem Krieg wohnte er in Hameln und war seit 1911 mit Margarete Hauffe verheiratet.